# بارت فايل
بارت فايل (بالإنجليزية: Bart Vale) هو ملاكم كيك بوكسينغ أمريكي، ولد في 4 يونيو 1957 في ميامي في الولايات المتحدة.

## وصلات خارجية
- بارت فايل على موقع بوكس ريك (الإنجليزية) (registration required)
- بارت فايل على موقع شيردوغ (الإنجليزية)
- بارت فايل على موقع CageMatch worker (الإنجليزية)
- بارت فايل على موقع IMDb (الإنجليزية)